# Nuyakuk River
Der Nuyakuk River ist ein etwa 71 Kilometer langer rechter Nebenfluss des Nushagak River im Südwesten des US-Bundesstaats Alaska.

## Verlauf
Der Nuyakuk River bildet den Abfluss des im Wood-Tikchik State Park gelegenen Sees Tikchik Lake. Er fließt ostwärts und mündet nordwestlich von Koliganek in den Nushagak River, der seinerseits in die Bristol Bay mündet.

## Hydrologie
Der Nuyakuk River entwässert ein Areal von etwa 5250 km². Der mittlere Abfluss (MQ) am Ausfluss aus dem Tikchik Lake beträgt 179 m³/s. Die abflussstärksten Monate sind Juni und Juli, wenn die Schneeschmelze ihren Höhepunkt hat.

## Name
Die Bezeichnung der Ureinwohner Alaskas für den Fluss wurde 1898 vom United States Coast and Geodetic Survey als „Tikchik“ dokumentiert. „Nu-ya-kok“, der Ursprung des heutigen Namens, stammt aus einer von H. C. Fassett vom United States Bureau of Fisheries erstellten Karte aus dem Jahr 1910.